# 명탐정 티미
명탐정 티미 시리즈는 변호사 출신 작가 스테판 파스티스가 쓴 어린이 코미디 소설이다. 미국을 비롯한 해외에선 뉴욕타임스 베스트셀러에 오를 정도로 인기가 있었지만 유독 한국에선 인기가 없어 4권까지만 발간되었다.

## 스토리
동네에서, 시에서, 어쩌면 우리나라에서 가장 최고일지도 모르는 회사 '몽땅 실패 주식회사'의 CEO인 티미실패와 그의 나태한 동업자 북극곰 몽땅이가 함께 학교 친구들의 사건을 도와주는 것이 시놉시스. 물론 독자들이 보긴엔 참 우스꽝스러운게, 티미는 무조건 의뢰인이 부탁한 물건을 대놓고 훔친채 쓰고있는 사람을 보면 그냥 그러려니 넘기고 계속해서 티미를 좋아하는 소녀 몰리 모스킨스를 범인으로 지목한다. 그런데 2권에선 사실 돕스 교육감의 지구본을 훔친게 퍼가토니 선생님이 아닌 진짜 몰리긴 했다.

## 등장인물

### 티미 실패
몽땅 실패 주식회사의 CEO이자 명탐정 티미의 주인공. 남들보다 특이한 생각으로 학교에 자주 퇴학당하고 복학당한다.

### 몽땅이
티미 실패의 동업자이자 티미 가족의 애완동물. 처음엔 열심히 하는척 해 티미의 동업자가 됐지만 바로 나태해졌다.

### 실패 부인
티미 실패의 어머니. 남편과는 이혼했는지 남편은 나오지 않는다. 대신 남자친구들이 나오는데, 1권에서 등장한 크리스핀 플라비우스와 이후 등장해 결혼한 도어맨 데이브가 있다.

### 롤로 투커스
티미 실패의 절친. 티미가 하는 행동들을 하지 말라고 말리지만 티미가 계획을 실행하면 도와주긴 한다.

### 몰리 모스킨스
티미 실패를 짝사랑하는 눈동자 크기가 짝짝이고 귤 냄새를 풀풀 풍기는 소녀.

### 코리나 코리나
티미 실패의 라이벌. 티미 실패에겐 자신의 세그웨이를 훔친 엉터리 탐정이지만 실제론 티미보단 몇 수 위인 진짜 명탐정이다.티미가 자기를 어떻게 생각하는지도 모른다.

### 크리스핀 플라비우스
실패 부인의 전남친. 티미 실패를 다치게 해 현재 교도소에 갇혀있다.

### 도어맨 데이브
티미 실패의 새아버지이자 실패 부인의 새 남편.

### 크로커스
티미 실패의 선생님. 현재는 휴가갔다.

### 젠킨스
티미 실패의 임시 선생님. 어쩌다가 티미 실패의 제자가 됐다.

### 소쿠리
티미 실패의 이모 할머니. '붕붕 신발바퀴'라는 물건을 만들었으며 이로 인류 문명에 큰 기여를 할 것이라 믿고 있다.

### 줄줄이 아저씨
티미 실패가 다니는 학교의 도서관 사서. 티미 실패를 무서워 한다. 티미 실패가 '큰 방'이라고 부르는 감옥에 산다.